# André Rosseel
André Rosseel (Lauwe, Dirigen, 23 de noviembre de 1924 - Roeselare, 8 de diciembre de 1965) fue un ciclista belga que fue profesional entre 1947 y 1957. 
El 1946 consiguió el Campeonato de Bélgica en ruta júnior. A lo largo de su vida deportiva consiguió 49 victorias. 

## Palmarés
- 1947
  - 1º en el Premio de Anzegem
  - 1º en el Circuito de Flandes Central
- 1948
  - 1º en la A través de Flandes
- 1949
  - 1º en el Gran Premio de Wervik
- 1950
  - 1º en la A través de Flandes y vencedor de una etapa
  - Vencedor de 4 etapas de la Tour de Argelia
- 1951
  - 1º en la Gante-Wevelgem
  - 1º en la Tour de Argelia y vencedor de 2 etapas
  - Vencedor de 2 etapas al Tour de Francia
  - Vencedor de una etapa de la Vuelta a Bélgica
- 1952
  - Vencedor de 2 etapas al Tour de Francia
  - Vencedor de una etapa de la Vuelta a Bélgica
- 1953
  - 1º en el Premio de Aalst
  - 1º en el Premio de Emelgem
  - 1º en el Premio de Ruiselede
  - 1º en el Gran Premio de Vallorbe
  - 1º en el Premio de Alsemberg
  - Vencedor de una etapa a la Tour de Argelia
- 1954
  - 1º en el Tour norteño y vencedor de 2 etapas
  - 1º en el Premio de Koksijde
  - 1º en el Premio de Moorsele
  - 1º en el Premio de Saint-Ghislain
  - 1º en el Premio de Heule
- 1955
  - 1º en la Flecha Flamenca
  - 1º en el Premio de Wervik
- 1956
  - 1º en el Circuito de las regiones fronterizas a Mouscron
  - 1º en el Premio de Kruishoutem
  - 1º en el Premio de Ruddervoorde
  - 1º en el Premio de Heule
  - 1º en el Premio de Dentergem
  - 1º en el Premio de Le Bizet
  - 1º en el Premio de Roeselare
  - 1º en el Premio de Zonnebeke
  - 1º en el Premio de Waarschoot
  - Vencedor de una etapa al Tour del Oeste
- 1957
  - 1º en el Premio de Aartrijke
  - 1º en el Premio de Oedelem
  - 1º en el Premio de Dentergem
  - 1º en el Premio de Ploegsteert

### Resultados al Tour de Francia
- 1948. Abandona (14.ª etapa)
- 1951. 25º de la clasificación general y vencedor de 2 etapas
- 1952. 28º de la clasificación general y vencedor de 2 etapas

### Resultados al Giro de Italia
- 1954. 32.º de la clasificación general

### Resultados a la Vuelta en España
- 1957. 30.º de la clasificación general